# Johannisbergstraße (Magdeburg)

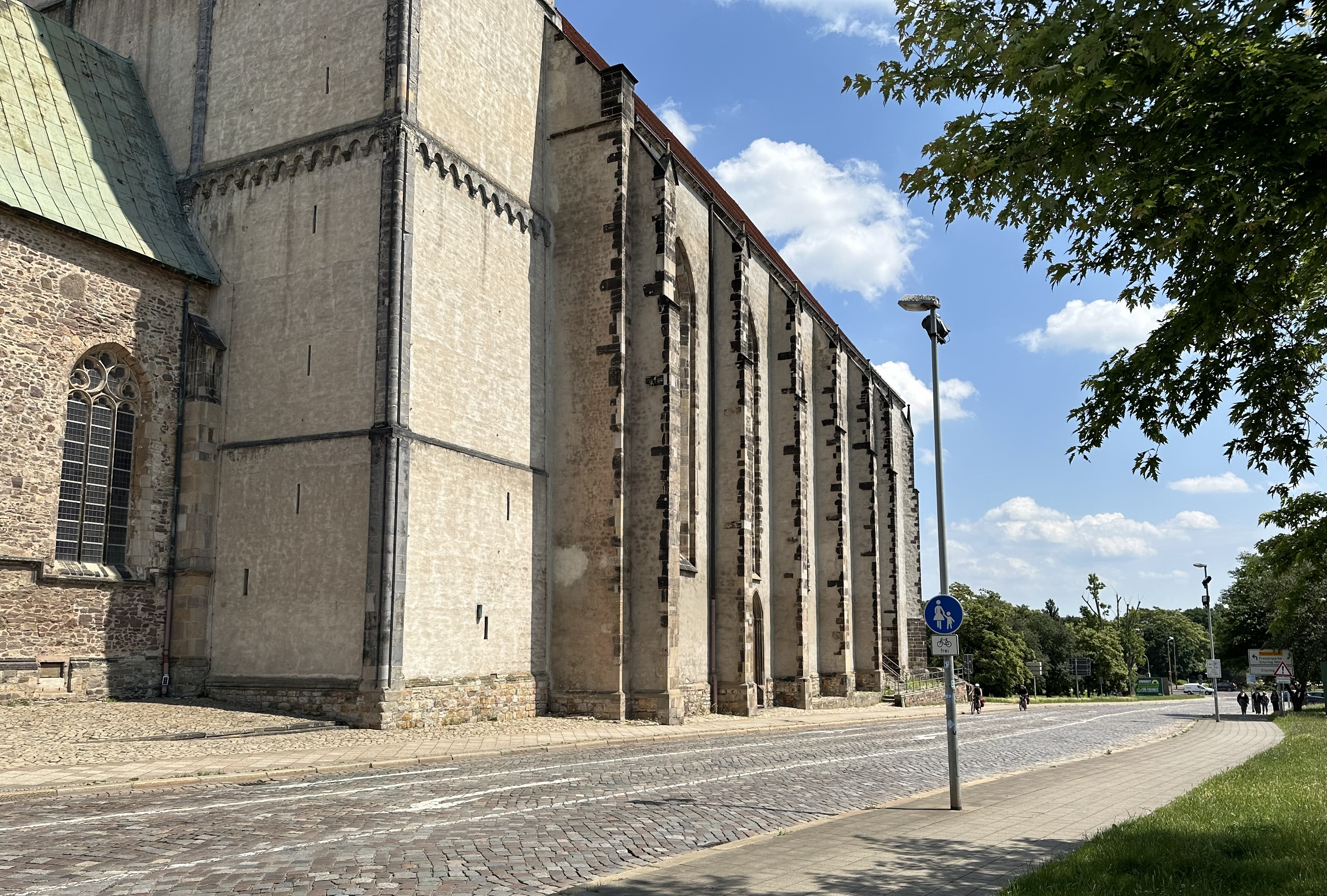
Blick von Westen auf den östlichen Abschnitt, 2024

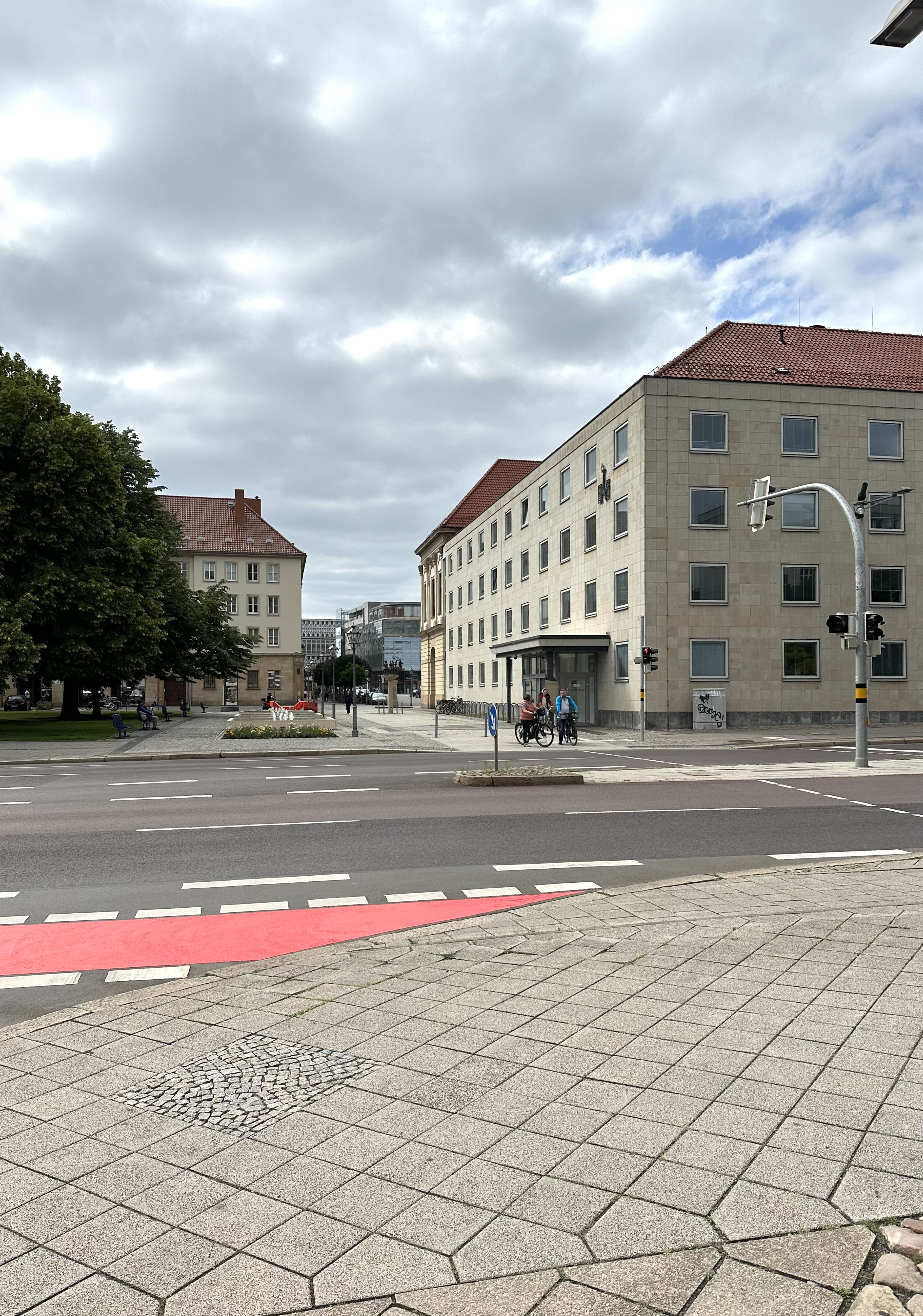
Blick nach Westen über die Jakobstraße hinweg

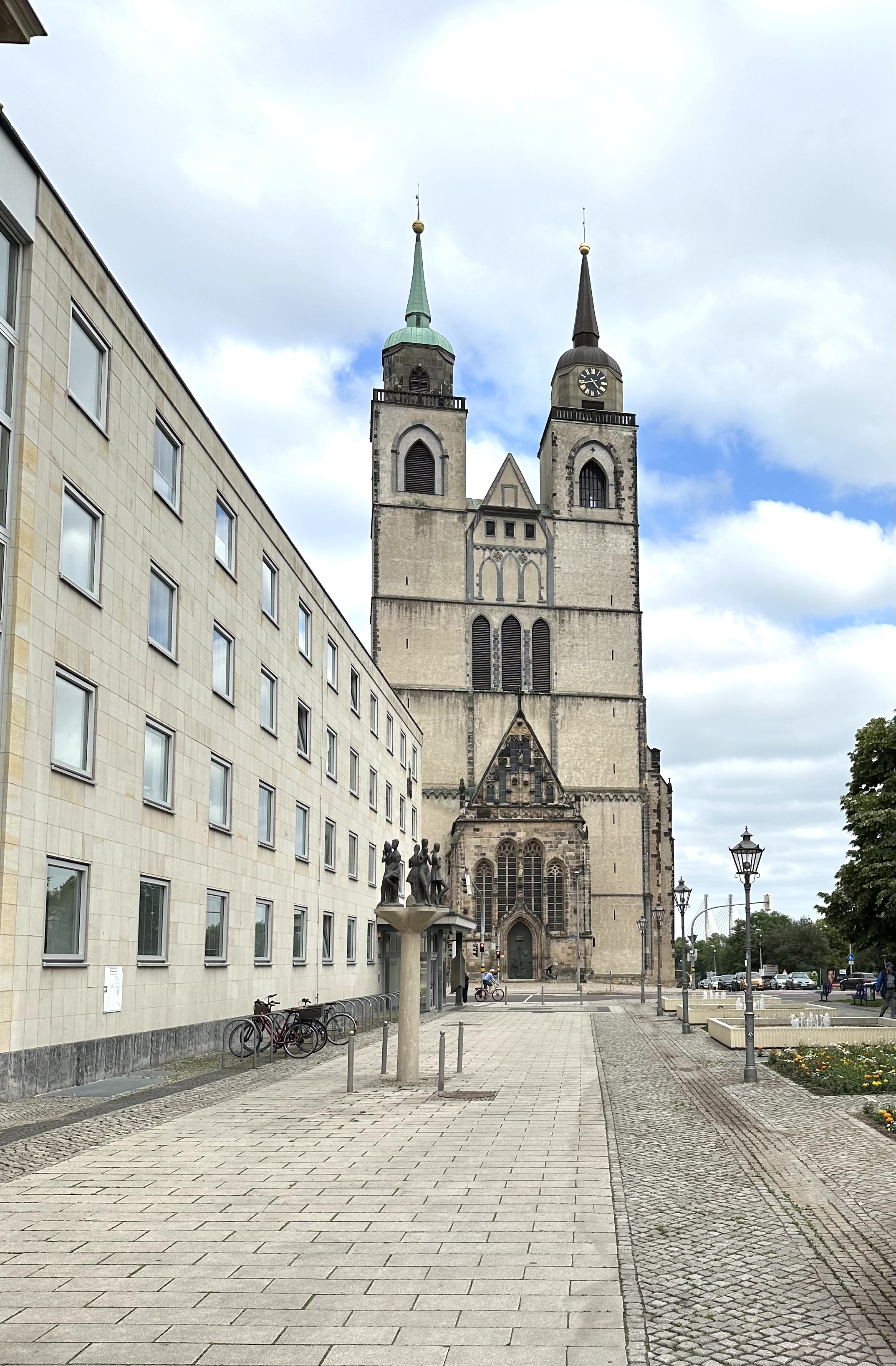
Blick von Westen, 2024

Die Johannisbergstraße ist eine Straße in Magdeburg in Sachsen-Anhalt.

## Lage und Verlauf
Die Straße befindet sich in der Magdeburger Altstadt. Sie verläuft ausgehend von der Jakobstraße nach Osten hinab in Richtung Elbe. Sie passiert dabei die auf ihrer Nordseite stehende Johanniskirche. Von Norden mündet das Knochenhauerufer ein. An ihrem östlichen Ende mündet die Johannisbergstraße auf das Schleinufer. Historisch ging die Straße sowohl im Westen als auch im Osten weiter als heute.
Abgesehen von der Johanniskirche hat die Straße aktuell keine Bebauung, so dass, abgesehen von der Nummer 1 für die Kirche, keine Hausnummerierung besteht. Im Übrigen grenzen Grünanlagen an die Straße, im südöstlichen Bereich ein Parkplatz.
Historisch begann die Nummerierung mit der Nummer 1 südlich des Rathauses an der Ecke zur Hartstraße am Alten Markt und verlief von da aus nach Osten. Nach der Nummer 2 mündete die Große Junkerstraße, nach der Nummer 3 die Kleine Junkerstraße von Süden ein. Nach der Nummer 6 kam von Süden die Johannisfahrtstraße. Zwischen Nummer 7 und 8 kreuzte das Knochenhauerufer. Mit der Nummer 13 endete die Johannisbergstraße nahe des Elbufers. Die Nummerierung verlief dann ab der Nummer 14 auf der Nordseite nach Westen. Nach der 15 bestand die Kreuzung mit dem Knochenhauerufer, nach der 18 schloss sich die Johanniskirche an. Westlich der Kirche im Bereich zum Rathaus befand sich der Johanniskirchhof.
Am historischen westlichen Endpunkt der Johannisbergstraße befindet sich die Hirschsäule. Im Verlauf des aktuell unbenannten westlichen Abschnitts befindet sich die Skulptur Die fünf Sinne. Zur Erinnerung an Opfer der nationalsozialistischen Gewaltherrschaft wurden mehrere Stolpersteine verlegt, so für die Familie Erreich (Johannisbergstraße 7b) und das Ehepaar Kern (Johannisbergstraße 15a). Außerdem wurden die Stolpersteine für die Familie Pressler (wohnhaft eigentlich Knochenhauerufer 30) in der Johannisbergstraße platziert.

## Geschichte

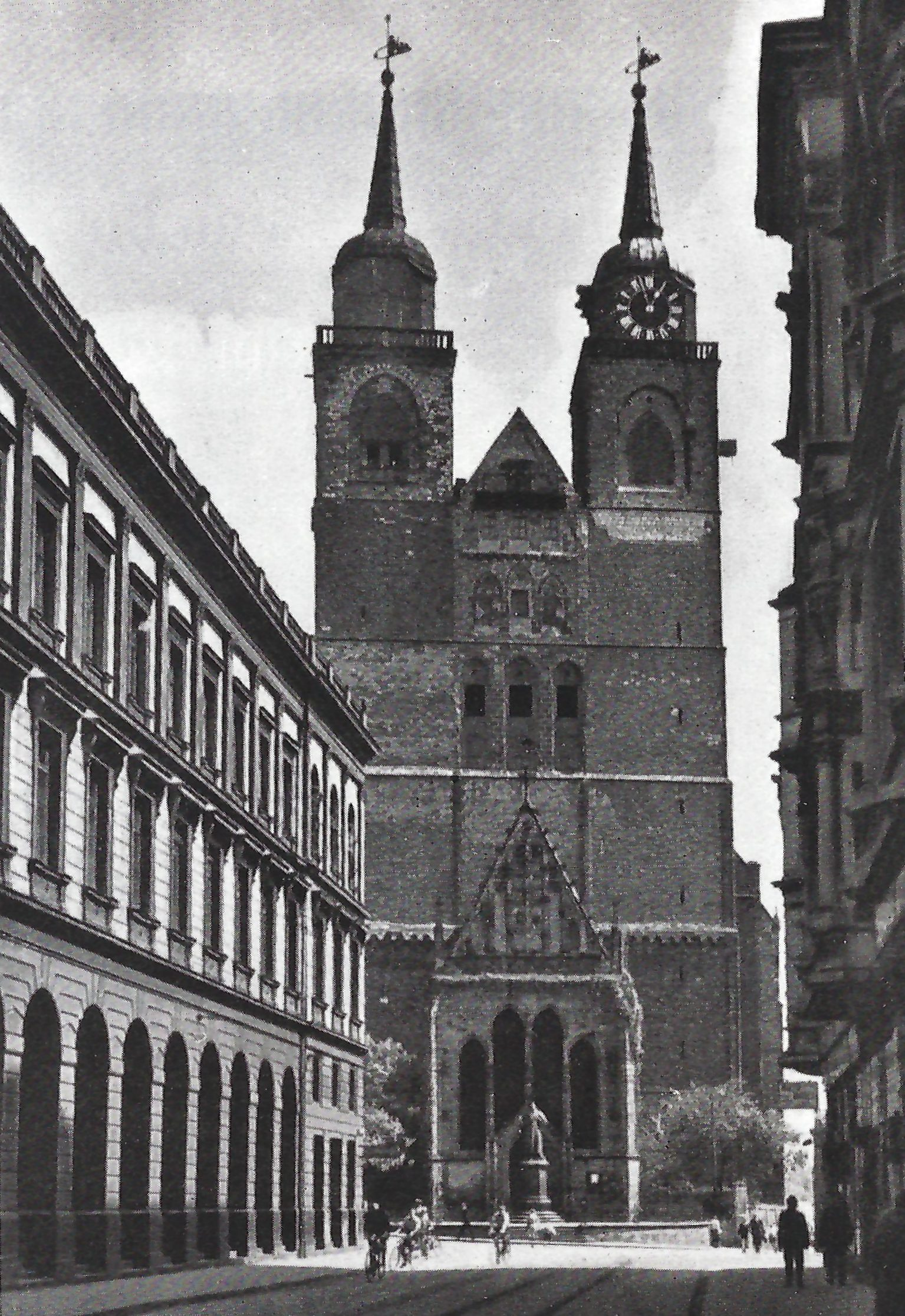
Blick von Westen durch die Johannisbergstraße zur Johanniskirche

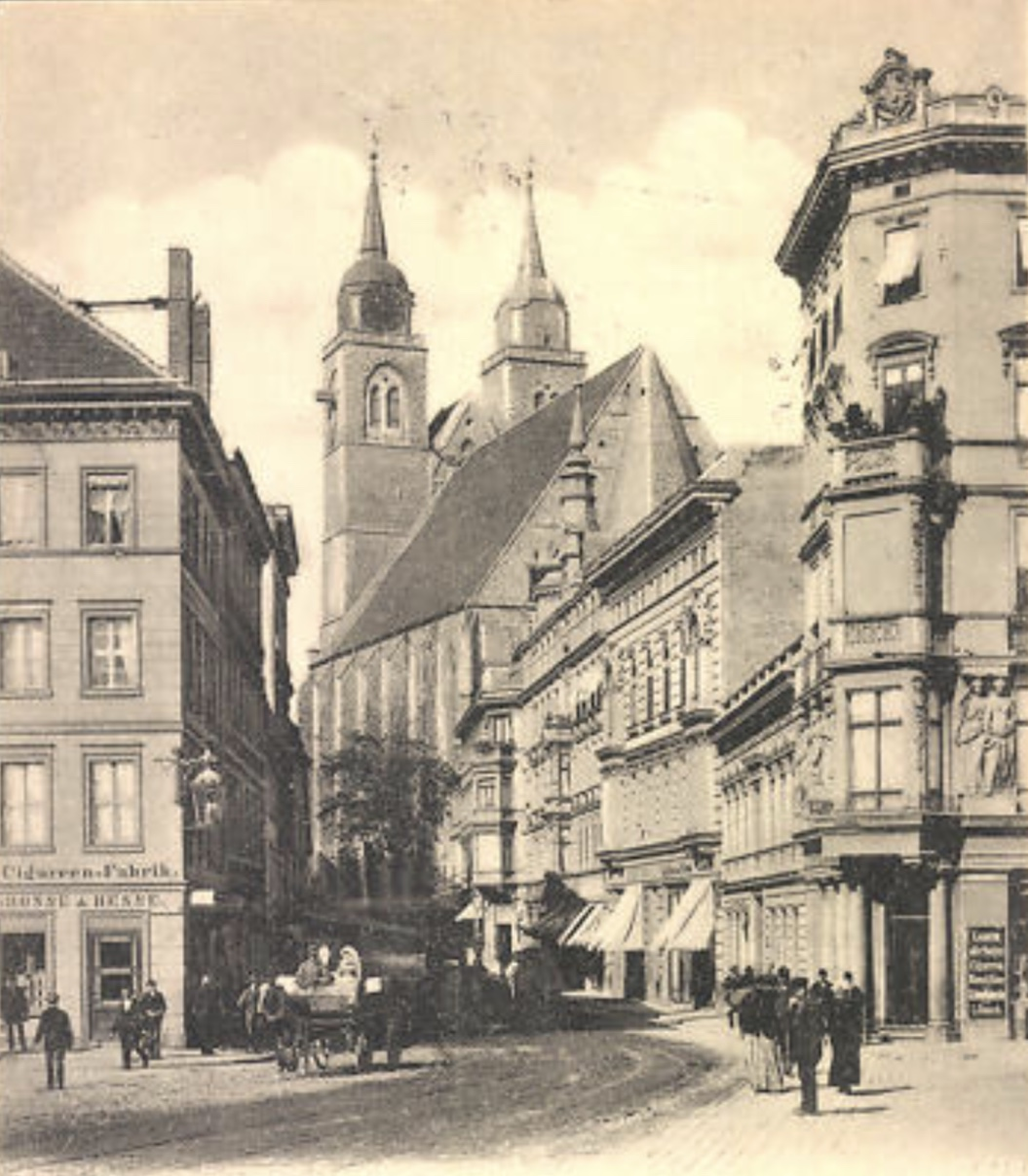
Blick von Osten, 1899

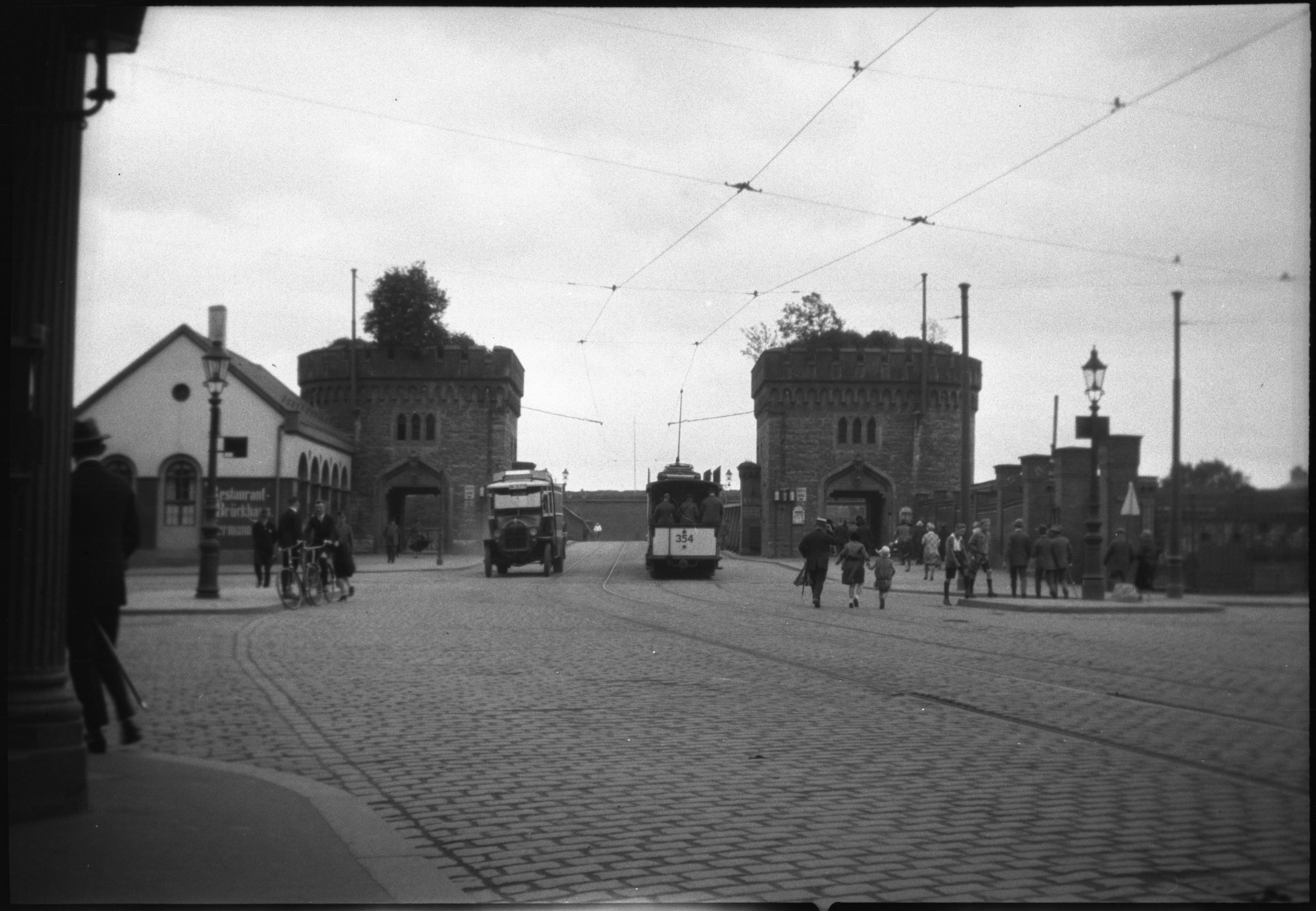
Neues Brücktor, Blick von Westen auf das Ostende der Johannisbergstraße, 1927

Der westliche Teil des Straßenverlaufs, zwischen Altem Markt und Johannisfahrtstraße, wurde bis in die Zeit um 1730 zumeist als Johannisförder bezeichnet, wobei auch der Name Johanniskirchhof genutzt wurde. Die Bezeichnung als Förder ging auf einen hier im Mittelalter angelegten Förder, eine steile enge zur Elbe hinabführende Straßenschlucht, zurück. Eine erste Erwähnung des Förders ist aus dem Jahr 1425 in der Schöppenchronik überliefert. Auf Initiative des Fürsten Leopold von Dessau wurde der Förder im Jahr 1725 beseitigt. Bis dahin verliefen zwischen der südwestlichen Ecke des Rathauses und dem südlich hiervon gelegenen Haus Johannisbergstraße 1 drei Fahrspuren parallel zueinander in Richtung Johanniskirche. Während die äußeren die Geländehöhe des Alten Marktes fortführten, war die mittlere als Förder ausgeprägt und fiel steil zwischen den anderen Spuren ab.
Große Futtermauern standen auf beiden Seiten des Förders. Er begann dabei so, dass er, von einer Wölbung überspannt, unter dem ersten Bogen des Rathauses hindurchführte. Im weiteren Verlauf führte er wie eine Schlucht bis zur Johannisfahrtstraße, wo der zu überwindende Höhenunterschied dann ausgeglichen war. Nach Osten führte von dort aus die Johannisbergstraße weiter. Zwischen Johannisfahrtstraße und Knochenhauerufer bestand zur damaligen Zeit ein deutlich steileres Gefälle als heute. Der vom Alten Markt kommende Wagenverkehr nutzte diesen Förder und bog dann zumeist in die recht flach verlaufende Johannisfahrtstraße nach Süden ab, um dann weiter zum Alten Brücktor zu gelangen. Der Förder war in Nord-Süd-Richtung an drei Stellen überbrückt. Die westlichste Brücke führte vom Johanniskirchhof zur Kleinen Junkerstraße. Eine kleinere Brücke führte vom südlichen Portal der Johanniskirche hinüber zum Haus Johannisberg 7a, an der Westecke der Johannisfahrtstraße, wo sich das Pastorat der Johanniskirche befand. Eine dritte, breitere Brücke führte vom Pastorat hinüber zur anderen Ecke der Johannisfahrtstraße. Über eine Treppe konnte man von der Brücke zur Johannisfahrtstraße hinunter gelangen.
Nach der Beseitigung des Förders geriet der Name Johannisförder außer Gebrauch. Stattdessen wurde für den westlichen Teil der Straße ab etwa 1730 der Name Johannisstraße genutzt, der bis 1807 verwandt wurde. Eine abweichende Angabe nennt die Verwendung von Fahrt für den ehemaligen Förder.
Die vom Alten Markt aus südlich des Förders verlaufende Straße führte nur bis zur Großen Junkerstraße. Eine Weiterfahrt auch nur bis zur Kleinen Junkerstraße vor dem Haus Johannisbergstraße 3 war nicht möglich. Otto von Guericke zeichnete auf einem Plan hier Treppenanlagen ein. Dieses kleine Teilstück wurde 1683 als Vor der Schöffenkammer bezeichnet. Im Übrigen war im 17. Jahrhundert jedoch meist der Name Milchmarkt gebräuchlich. Häufig wurden die Häuser hier jedoch auch einfach mit zum Alten Markt gerechnet. Nach Beseitigung des Förders gehörte dieser Bereich dann mit zur Johannisstraße.
Die nördlich des Förders verlaufende Parallelstraße führte ebenfalls unter dem Rathaus entlang. Noch in den 1930er Jahren war ihr ehemaliger Beginn unter dem dritten Rathausbogen von Süden erkennbar. Sie war die einzige direkte Möglichkeit vom Alten Markt zum Johanniskirchhof zu gelangen. Als Name wurde wohl Becherhof verwandt. Die Bedeutung des Namens ist nicht ganz klar. Denkbar ist, dass in diesem Bereich am Rathaus die geeichten Normalmaße für Hohlmaße vorgehalten wurden, die für die Entscheidung entsprechender Streitigkeiten oder Unsicherheiten auf dem Alten Markt erforderlich waren und durch die somit aufbewahrten Becher sich so der Name Becherhof ergab. Eine andere Vermutung geht dahin, dass das in der Nähe gelegene Innungshaus der Kürschner, auch von Becherern, Handwerker die kleinere Holzgefäße herstellten, mit genutzt wurde.
Der Bereich der Johannisbergstraße zwischen Johannisfahrtstraße und Knochenhauerufer wurde zumeist ebenfalls Johannisförder genannt. Auch die Bezeichnung Bei der Johanniskirche war gebräuchlich. 1798 trat dann erstmalig die Bezeichnung Johannisberg auf, wobei zwischen der Johannisstraße im Westen und dem Johannisberg im Osten unterschieden wurde.
Der Bereich vom Knochenhauerufer bis zum Neuen Brücktor wurde hin und wieder ebenfalls als Johannisförder bezeichnet, obwohl hier ein Förder nicht bestand. Zumeist hieß dieser Abschnitt jedoch Vor dem neuen Tor, wobei sich das ‚vor‘ aus der Sicht vom Rathaus her ergab, der Bereich also innerhalb der Stadtmauern lag. Das Neue Tor, auch Johannistor genannt, war 1275 errichtet worden und befand sich zwischen Johannisbergstraße 13 und 15. Ab 1817 bestand dann die einheitliche Bezeichnung als Johannisbergstraße.
1861/1862 entstand in direkter Verlängerung der Johannisbergstraße nach Osten eine neue Strombrücke über die Elbe, was die verkehrliche Bedeutung der Straße als Zubringerstraße zur zentralen Elbquerung erhöhte.
Nach den Zerstörungen des Zweiten Weltkriegs blieb die Straße zwar erhalten, die ursprüngliche Bebauung verschwand jedoch weitgehend. Beim sich nicht an die historische Stadtstruktur haltenden Wiederaufbau wurde die Jakobstraße von Norden aus bis zur heutigen Ernst-Reuter-Allee verlängert. Sie kreuzte seitdem den historischen Verlauf der Johannisbergstraße. Der westliche Abschnitt entlang der Südseite des Rathauses bis zum Alten Markt wurde in eine Fußgängerzone umgewandelt. Wohl aufgrund der so vom östlichen Teilstück abweichenden Nutzung, wurde der Name Johannisbergstraße für dieses Teilstück nicht mehr verwendet. Dieser Abschnitt ist nun unbenannt. Am östlichen Ende wurde als östliche Tangente der Innenstadt das Schleinufer angelegt, das zum Teil ebenfalls über das Gelände der historischen Johannisbergstraße führt.

## Sage
Das Haus Zur goldenen Axt (Johannisbergstraße 12) ist Gegenstand der Sage von der goldenen Axt. Danach soll ein Brauer namens Wärwolf für das Gertraudenkloster im Brauhaus Zur harten Bank gearbeitet haben. Die Mönche hatten aber den Verdacht, vielleicht veranlasst durch seinen unchristlichen Namen, das Wärwolf mit dem Teufel im Bunde stünde. Er verlor so seine Anstellung. Wärwolf baute sich daraufhin ein Haus direkt an der Stadtmauer am Hang des Johannisbergs, eben das spätere Grundstück Johannisbergstraße 12 und arbeitete als Fischer. Dort wuchsen auch seine Kinder auf. In seine attraktive Tochter verliebte sich ein junger Maler, der nach Magdeburg gekommen war, um den Magdeburger Dom mit Malereien zu versehen. Er besuchte häufig das Haus Wärwolfs und brachte Geschenke für Tochter und Mutter mit. An einem Morgen fand man ihn erschlagen vor dem Haus. Die Tatwaffe, eine schwere Axt, fand man neben der Leiche. Die Axt wurde von den Mönchen als die Wärwolfs erkannt. Bei einer Hausdurchsuchung fand man Wertgegenstände des Malers im Haus. Wärwolf wurde des Mordes beschuldigt, seine Beteuerungen die Axt sei ihm gestohlen worden und die Gegenstände seien Geschenke, schenkte man keinen Glauben. Letztlich wurde er zum Tode verurteilt und auch hingerichtet. Zum Gedenken an die Tat wurde die Axt am Haus eingemauert und ein Holzkreuz aufgestellt. Jahrzehnte später, die Familie Wärwolf war längst verzogen, fand man an der gleichen Stelle wieder einen Erschlagenen. Die Axt war aus der Wand gebrochen und lag blutig neben der Leiche. Um den Fluch zu bannen, wurde das Haus auf Anweisung des Erzbischofs abgerissen und an der Stelle eine Kapelle errichtet. Die Axt wurde wieder in die Wand eingefügt.
Allerdings ging ein Spuk weiter. Die Wachen des nahe gelegenen Neuen Tors hörten um Mitternacht häufiger ein Seufzen und Wehklagen. Ein geplanter Abriss der Kapelle und Verkauf des Grundstücks scheiterte daran, dass niemand das verfluchte Grundstück erwerben wollte. Nach vielen Jahren erwarb es schließlich ein vom Land zuziehender Zimmermann Wolf. Er riss die Kapelle ab und baute ein Haus, wobei er die alte Axt nutzte. Als er die Axt auf der Baustelle liegen ließ, ereignete sich zwischen den Bauleuten wiederum ein Mord mit der Axt als Tatwaffe. Später, das Haus war fertiggestellt, hörte Wolf Lärm und Hilferufe vor dem Haus. Er nahm die Axt und lief hinaus. Draußen griffen vier Wegelagerer einen Wehrlosen an. In Wolf stieg ein unheimlicher Zorn auf, in kurzer Zeit schlug er in rasender Wut alle vier Angreifer mit der Axt nieder. Wolf wandte sich an den alten Pfarrer, der ihm die alten Geschichten der Axt erzählte und auch wusste, dass nach den Aufzeichnungen eines Mönchs der Brauer Wärwolf unschuldig hingerichtet worden sei. Um den Fluch zu brechen, schlug der Pfarrer vor, den Begräbnisplatz Wärwolfs zu finden, dort ein Gebet zu sprechen und dann die Gebeine auf den Friedhof der Johanniskirche umzubetten. So wurde verfahren. Da der Pfarrer meinte, danach würde sich das Unglück der Axt in Glück verwandeln, ließ Wolf die Axt über der Tür des Hauses anbringen.

## (Historische) Häuser der Johannisbergstraße
Da aktuell, abgesehen von der Johanniskirche selbst, keine Hausnummerierung besteht, orientiert sich die nachfolgende Aufstellung der Grundstücke an der historischen Nummerierung unter Einbeziehung auch der Bereiche, die aktuell nicht mehr zur Johannisbergstraße gerechnet werden.
| Hausnummer                                                       | Name                                                                    | Bemerkungen | Bild                                             |
| ---------------------------------------------------------------- | ----------------------------------------------------------------------- | --- | ------------------------------------------------ |
| 1 (alt) heute: unbenannt, südlich des Rathauses                  |                                                                         | Es wird davon ausgegangen, dass dieses Haus von der Zeit um 1293 an bis zum Jahr 1425 die alte Schöffenkammer beherbergte und Sitz des Schöffenstuhls war. Zuvor befand er sich im Alten Markt 16, danach in Bei der Hauptwache 1a. Im Jahr 1631 gehörte das Haus Heinrich Pohlmann. Aus dieser Zeit ist der Name Pohlmanns Keller überliefert. Nachdem es wohl bei der Zerstörung Magdeburgs im Jahr 1631 ebenfalls zerstört worden war, wurde es 1646 wieder aufgebaut. 1647 veräußerten Pohlmanns Erben das Haus für 675 Taler an den Handelsmann und Leutnant Wolf Stoltze. Seine Tochter Katharine heiratete in der Zeit bis 1673 den Handelsmann Johann Lehmann. Die Eheleute bebauten das Grundstück im Jahr 1677 neu. Ein am Gebäude angebrachter Wappenstein zeugte davon. 1701 verstarb die Witwe Lehmanns und vererbte das Haus an Georg Nikolaus Lohmann, der bis zu seinem Tod im Jahr 1725 Eigentümer blieb. Zum Haus gehörte als Hinterhaus das Grundstück Hartstraße 5b, ab 1711 auch die Hartstraße 5a. |                                                  |
| 2a (alt) heute: unbenannt, südlich des Rathauses                 | Zur goldenen Marie                                                      | Das Gebäude 2a nahm den westlichen Teil des späteren Grundstücks Nummer 2 ein. Im Jahr 1631 gehörte das Haus Georg Buschow. Es war von seiner Ehefrau Anna Joppe mit in die Ehe gebracht worden. Er verstarb 1638, seine Witwe heiratete den Goldschmied Sebastian Müller. Er veräußerte 1639 die zu diesem Zeitpunkt, wohl infolge der Zerstörung Magdeburgs im Jahr 1631, nur mit einer Hütte bebaute Stätte an den Kürschner Marx Kalförder, von dem sie 1642 für den gleichen Preis Jakob Rüdiger erwarb. Rüdigers Witwe verkaufte 1646 für 400 Taler an den Bäcker Hans Bethge (auch Bethke). Bethge baute 1647 hier wieder ein Haus. In der Zeit bis 1683 erbte es sein Schwiegersohn Adam Gremer. Die Miterben, seine Schwiegermutter und seinen Schwager Christian Zecheldorf, zahlte er aus. Im Jahr 1687 gehörte es Gremers Witwe, die es 1712 an ihre Tochter, die Frau des Oberstleutnants Nikolaus Wendelin Bohne (auch Bonn) für 1500 Taler abtrat. Die Tochter veräußerte es dann 1718 für 3000 Taler an den Handelsmann Georg Nikolaus Lohmann, dem es bis 1725 gehörte. In der Zeit um 1823 gehörte das Gebäude dem Lederhändler Sarpe, der bei der Bürgerwehr Kommandeur der Spritze 2 war. Noch bis 1944/1945 war das Haus städtisch und Sitz der Steuerverwaltung unter Leitung eines Steuerdirektors mitsamt Revisionsbüro. Bürgersteuer, Schankkonzessionssteuer und der Gewerbesteuerausgleich wurden hier verwaltet. Im Haus befanden sich die Geschäfte des Uhrmachermeisters Otto Fischer und die Tapetenhandlung W. Krüger. In einer Nische im Hausflur befand sich eine vergoldete Figur der Heiligen Marie, die ursprünglich an der Hausfassade angebracht war. In der Zeit um 1946 wurde die Figur vom Team um Werner Priegnitz aus den Trümmern geborgen und dann eingelagert. |                                                  |
| 2b (alt) heute: unbenannt, südlich des Rathauses                 |                                                                         | Das Grundstück war der Eckteil des späteren Grundstücks Johannisbergstraße 2. In früherer Zeit wurde es als Große Junkerstraße 6 geführt. |                                                  |
|                                                                  | Einmündung der Großen Junkerstraße (historisch)                         | |                                                  |
|                                                                  | Einmündung des Südabschnitts der Jakobstraße                            | | 2023                                             |
| 3 (alt) heute: Jakobstraße, Straßenraum südöstlich des Rathauses | Artushof                                                                | siehe Hauptartikel | Deutsch-reformiertes Waisenhaus, 19. Jahrhundert |
|                                                                  | Einmündung der Kleinen Junkerstraße                                     | |                                                  |
| 4 (alt)                                                          |                                                                         | In der Zeit vor 1631 befanden sich auf dem Grundstück zwei Häuser. Eines der Häuser hatte der Kürschner Marx Kalförder im Jahr 1646 auf einem Grundstück seines Vaters neu errichtet, wobei ihm tatsächlich nur das Haus, nicht jedoch das Grundstück gehörte. Zuletzt wurde er 1655 erwähnt. In der Zeit bis 1666 erwarb der Lohgerber Christoph Hermann das Anwesen. Das zweite Haus gehörte in der Zeit vor 1631 dem Schneider Hans Ulrich. 1666 veräußerte Ulrichs Tochter die Stätte für 40 Taler an Christoph Hermann, der auch das andere Haus erwarb. Er wurde zuletzt im Jahr 1683 als Eigentümer genannt. In diesem Jahr wurde auch weiterhin noch ein Haus und eine Nebenstätte für das Grundstück genannt. Im Jahr 1700 gehörte das wohl neu errichtete Haus dem Lohgerber Johann Hilpert (auch Hülpert). Er veräußerte es 1715 für 1870 Taler an Johann Christian Liebrecht. Noch im gleichen Jahr wurde das Grundstück zum gleichen Preis an den Lohgerber Valentin Burchard weiterverkauft. Burchard verkaufte 1717 für 2000 Taler an seinen Sohn, den Lohgerber Johann Heinrich Borchert. | 2024                                             |
| 5 (alt)                                                          | Zum Schulterblatt                                                       | Bei der Zerstörung Magdeburgs im Jahr 1631 blieb das Haus zumindest teilweise erhalten, wohl da es im Windschatten der Johanniskirche stand und so das Feuer nicht auf das Gebäude übergriff. In der Zeit von 1651 bis 1653 gehörte das Haus dem Lohgerber Michael Schmeißer, 1664 dann seiner Witwe. 1666 erbte es von ihr ihr Neffe, Mag. Andreas Fabricius (Schmidt). Er war von 1658 bis zu seinem Tod im Jahr 1685 Pastor an der Johanniskirche. Aufgrund dieser Nutzung wurde das Haus auch häufiger als Pfarrhaus bezeichnet. Ab 1655 gehörte das Hinterhaus Kleine Junkerstraße 10 mit zum Grundstück. Im Jahr 1700 wurde die Witwe von Fabricius als Eigentümerin geführt. 1710 und noch bis 1750 gehörte es dann seinen Erben. Noch in den 1930er Jahren befanden sich auf dem Hof in einem Rahmen 13 geschnitzte Holzfiguren von Heiligen. Bei ihnen handelte es sich um Knaggen aus der Zeit vor 1631, die ursprünglich unterhalb von vorkragenden Balken zwischen dem zweiten und dritten Obergeschoss an der Vorderfront angebracht waren. |                                                  |
| 6 (alt)                                                          |                                                                         | In der Zeit bis 1626 gehörte das Haus dem Briefmaler Wilhelm Pfuel. Auf ihn folgte als Eigentümer das Augustinerkloster, das das Haus bis zum Jahr 1631 vermietete. 1649 wurde das, wohl infolge der Zerstörung Magdeburgs im Jahr 1631, als Brandstätte bezeichnete Grundstück an den Stadtmusikus Heinrich Karausche (auch Karutz) veräußert. Er bebaute das Grundstück bis 1651 neu. Im Jahr 1653 wurde das Grundstück von der Haussteuer befreit, da Karausche das Abblasen vom Turm der Johanniskirche übernahm. 1683 war der Stadtmusikus Johann Georg Wentzel Eigentümer. Er veräußerte es 1689 an den Lohgerber Christoph Hermann für 450 Taler, der letztmalig im Jahr 1705 erwähnt wurde. Für das Jahr 1720 ist ein Verkauf für 900 Taler vom Brauer Johann Rausche (auch Rusche) an den Lohgerber Viktor Martin Tentzer belegte. |                                                  |
|                                                                  | Einmündung der Johannisfahrtstraße (historisch)                         | | 2024                                             |
| 7a (alt)                                                         | Pastorat St. Johannis                                                   | Schon in der Zeit vor 1631 befand sich hier das Pastorat der Johanniskirche. Diese Nutzung blieb bis 1920 bestehen. Eine erste Erwähnung als Pfarrhaus liegt aus dem Jahr 1649 vor. Im Jahr 1659 bestand ein Plan für den Neubau eines Priesterhauses für die Johanniskirche, wobei sich das Projekt auch auf das Grundstück 7b (1) bezogen haben könnte. |                                                  |
| 7b (1) (alt)                                                     | Diakonat St. Johannis                                                   | Im Haus befand sich die Dienstwohnung des zweiten Predigers der Johanniskirche. Aus dem Jahr 1664 ist erstmalig eine Nutzung als Pfarrhaus belegt. Das Haus war Teil des späteren Grundstücks 7b. |                                                  |
| 7b (2) (alt)                                                     |                                                                         | In der Zeit vor 1631 gehörte das Haus der Witwe von Georg Nacke, die die Stätte für 46 Taler im Jahr 1646 an den Brauer Günther Meyer veräußerte. Meyer war bereits Eigentümer des hinten angrenzenden Hauses Knochenhauerufer 83. Er nutzte das Areal von 7b (2) als Garten. Der Garten wurde zuletzt im Jahr 1683 als Hinterstelle am Gang nach dem Kirchhof, jetzt ein Garten erwähnt. In den 1930er Jahren lebte die jüdische Familie Erreich im Haus 7b. Während der nationalsozialistischen Gewaltherrschaft wurden sie 1938 nach Bentschen in Polen deportiert und dort später im Vernichtungslager Belzec ermordet. Vier Stolpersteine erinnern an ihr Schicksal. | Stolpersteine für Familie Erreich                |
| 7c (alt)                                                         | Zu den drei Seeblättern                                                 | Im Jahr 1631 war der Viertelsherr und Gewürzhändler Michael Straube (auch Struve) Eigentümer. Er kam bei der Zerstörung Magdeburgs am 10. Mai 1631 um. Das beschädigte Haus erbte sein Sohn Hans. Für das Jahr 1650 ist belegt, dass die Ruine des Hauses einzustürzen drohte. Hans Struve veräußerte 1650 für 550 Taler an seinen Schwager, den schwedischen Fähnrich Mathias Thielemann. Thielemann erneuerte das Haus 1652. Zuletzt wurde er 1673 erwähnt. Der brandenburgische Zeugwärter Johann Friedrich Reinecke war 1677 Eigentümer, 1703 dann seine Witwe. Sie veräußerte das Haus 1707 für 2700 Taler an den Advokaten Gustav Kämmerer, der bis 1732 Eigentümer blieb. |                                                  |
|                                                                  | Einmündung des Südabschnitts des Knochenhauerufers (historisch)         | | 2024                                             |
| 8 (alt)                                                          |                                                                         | 1631 gehörte das Haus dem Bader Balzer Gärtner. Von ihm erbte es der Schneider Kaspar Hase, der die, wohl infolge der Zerstörung der Stadt im Jahr 1631, wüste Stätte für 160 Taler an den Bader Christian Gödecke (auch Göde oder Götke) veräußerte. Gödecke erneuerte das Haus und die Badstube. 1674 gehörte das Anwesen seiner Witwe, die es 1677 für 1100 Taler an ihren Schwiegersohn, den Bader Johann Richard Gutjahr verkaufte, der letztmalig im Jahr 1683 erwähnt wurde. Das Haus blieb im Besitz von Badern. 1717 veräußerten die Erben des Baders Moritz Pfeifer das Haus für 2050 Taler an den Bader Georg Elßner (auch Eltzener oder Ölzner). Im 18. Jahrhundert war der Name Hornbadstube gebräuchlich. Es wird vermutet, dass der Name auf die Ecklage des Hauses (Ecke = Horn) zurückging. Eine alte Adresse des Hauses war Knochenhauerufer 12. |                                                  |
| 9 (alt)                                                          |                                                                         | Aus der Zeit vor 1700 fehlen Nachrichten zum Grundstück. Möglicherweise war es unbebaut oder wurde als Garten genutzt. Zumindest in der Zeit vor 1700 lag es brach. Vermutlich gehörte es mit zur Nummer 8. Der Bader Georg Elßner baute hier, neben dem auf der Nummer 8, ein weiteres Haus. Im Jahr 1734 veräußerte Bader das Gebäude. |                                                  |
| 10 (alt)                                                         | Zur Linde                                                               | Aus der Zeit vor 1700 fehlen Nachrichten zum Grundstück. Möglicherweise war es unbebaut oder wurde als Garten genutzt. Zumindest in der Zeit vor 1700 lag es brach. Vermutlich gehörte es mit zur Nummer 8. Ein erster bekannter Eigentümer war der Bader Pfeifer. Auf ihn folgte der Bader Georg Elßner, wobei ein Haus nicht erwähnt wurde. |                                                  |
| 11 (alt)                                                         |                                                                         | Aus der Zeit vor 1700 fehlen Nachrichten zum Grundstück. Möglicherweise war es unbebaut oder wurde als Garten genutzt. Zumindest in der Zeit vor 1700 lag es brach. Vermutlich gehörte es mit zur Nummer 8. Der Bader Georg Elßner baute hier, neben den Häusern auf den Nummern 8 und 9, ein drittes Haus, das er 1733 veräußerte. |                                                  |
| 12 (alt)                                                         | Zur goldenen Axt                                                        | Das Haus war das letzte auf der Südseite der Johannisbergstraße, innerhalb der Stadtmauern, vor dem Neuen Tor. Im Jahr 1706 veräußerte die Witwe von Hans Krucke die wüste Stätte für 55 Taler an den Karrenführer Andreas Hermann. In den Jahren 1719/1720 wurde der Maurermeister Lorenz Burchard, 1733 Christoph Brecht als Eigentümer geführt. Das Haus ist Gegenstand der Sage von der Goldenen Axt. |                                                  |
| 13 (alt)                                                         |                                                                         | Das Grundstück befand sich außerhalb der Stadtmauern, auf der stadtabgewandten Seite des Neuen Tors. Zu einem nicht überlieferten Zeitpunkt erwarb Andreas Hermann die Stelle für 22 Taler von der Kämmerei. |                                                  |
| 14 (alt)                                                         |                                                                         | Im Jahr 1631 gehörte es Hans Kramer, danach seiner Witwe. Sie heiratete den Schuster und späteren Soldaten Paul Kühne (auch Kunow). Das Ehepaar bewohnte eine Hütte auf der, wohl infolge der Zerstörung Magdeburgs im Jahr 1631, als Brandstätte bezeichneten Fläche. 1673 wurde das Häuslein an Frau Kühne, Ehefrau des Stärkemachers und Torschließers Michael Jakob. Im Jahr 1683 wurden dann seine Erben als Eigentümer geführt, später dann der Malergeselle Michael Jakob. 1694 wurde der Färber Jakob Heberlein genannt, der das Haus für 150 Taler erwarb. 1705 und dann bis 1726 gehörte es seiner Witwe. |                                                  |
| 15 (alt)                                                         |                                                                         | Als Eigentümer wurde 1651 und 1657 Marx Büttner geführt, 1678 und 1683 der Schiffer Jakob Büttner. Büttner bebaute die Stätte zwischen 1678 und 1683 neu. 1705 veräußerte die Witwe von Salomon Schröder das Haus für 630 Taler an den Lohgerber Valentin Burchard. |                                                  |
| 15a (alt)                                                        |                                                                         | Bis ins 19. Jahrhundert gehörte das Haus zum benachbarten Grundstück Knochenhauerufer 13. In den 1930er Jahren lebte hier das jüdische Ehepaar Kern. In der Zeit der nationalsozialistischen Gewaltherrschaft wurden beide 1942 nach Auschwitz deportiert und ermordet. Zwei Stolpersteine erinnern an ihr Schicksal. | Stolpersteine für das Ehepaar Kern               |
|                                                                  | Einmündung des Nordabschnitts des Knochenhauerufer                      | | 2024                                             |
| 16 (alt)                                                         | Zur Schiffergesellschaft                                                | In der Zeit vor 1631 war das Haus möglicherweise Innungshaus der Schifferbrüderschaft, worauf der Name hinweisen könnte. Im Jahr 1631 gehörte es Hans Lutze. Nach der Zerstörung der Stadt im Jahr 1631 wurde das Grundstück als Stätte bezeichnet. Bis 1645 lebte als Mieter Hans Hesse auf der Stätte, der hier ein Häuslein errichtet hatte. Bei Hesse könnte es sich um den Sohn des Bürgermeisters und Schultheißen Sigismund Hesse handeln. Im Jahr 1645 erwarb der Weißgerber Paul Temper (auch Demper) das kleine Haus für 21 Taler. 1654 gehörte es dann seiner Witwe, die das benachbarte Grundstück Knochenhauerufer 80 hinzu erwarb. 1673 und 1680 gehörte das Haus dem Weißgerber Israel Temper. Er vermietete es 1679 für 18 Taler im Jahr an den Weißgerber Hans Georg Gehrmann. 1683 gehörte es der Witwe des Kürschners Peter Gehrmann. Im Haus wohnte der Weißgerber Michael Lippolt (auch Leopold). Er war mit einer geborenen Gehrmann verheiratet, so dass er vermutlich der Schwiegersohn des Eigentümers war. Er bebaute das Grundstück neu und wurde zuletzt im Jahr 1711 erwähnt. Seine Erben teilten das Grundstück 1718 wieder auf. Das Knochenhauerufer 80 wurde für 800 Taler an den Weißgerber Georg Adam Schelle verkauft, während das Grundstück Johannisbergstraße 16 für 400 Taler an den Weißgerber Mathias Helmstedt ging. 1722 erwarb Schelle das andere Grundstück wieder hinzu. Auch in den 1930er Jahren waren beide Grundstücke wieder vereint. |                                                  |
| 17 (alt)                                                         |                                                                         | 1651 und 1654 gehörte das Grundstück dem Kürschner Peter Gehrmann, der ein neues Haus errichtete. Seine Witwe war dann 1683 Eigentümerin. Zu diesem Zeitpunkt befanden sich die Nummern 16 und 17 im gleichen Eigentum. 1707 war Wolf Heinrich Angerstein Eigentümer. 1717 wurden die Grundstücke wieder getrennt, wobei Angerstein Eigentümer der Nummer 17 blieb. |                                                  |
| 1                                                                | Johanniskirche                                                          | siehe Hauptartikel; in der Kirche befindet sich die Trauernde Magdeburg | Johanniskirche                                   |
|                                                                  | Einmündung des Nordabschnitts der Jakobstraße, vormals Johanniskirchhof | | Einmündung des Nordabschnitts der Jakobstraße    |
|                                                                  | Rathaus Magdeburg                                                       | siehe Hauptartikel | Südseite des Rathauses, 2024                     |